# Lili Horvát
Dans le nom hongrois Horvát Lili, le nom de famille précède le prénom, mais cet article utilise l’ordre habituel en français Lili Horvát, où le prénom précède le nom.
Lili Horváth, née le 13 avril 1982 à Budapest (Hongrie), est une réalisatrice, scénariste et actrice hongroise.

## Filmographie

### Réalisatrice et scénariste
- 2006 : Vakáció (court métrage)
- 2007 : Uszodai tolvaj (court métrage)
- 2009 : Napszúrás (court métrage)
- 2015 : The Wednesday Child (Szerdai gyerek)
- 2021 : Preparations to Be Together for an Unknown Period of Time (A feleségem története)

### Actrice
- 2012-2014 : Terápia (série télévisée) : Kinga
- 2014 : White God : Elza